# Glaucosia argyllia
Glaucosia argyllia là một loài bướm đêm thuộc phân họ Arctiinae, họ Erebidae.